# Llinatge fantasma
Un llinatge fantasma en filogenètica s'expressa com el lapse de temps en el qual un organisme suposadament existia, però del qual no s'han trobat fòssils.
El nus del problema del llinatge fantasma (ghost lineage en anglès) és quan hi ha disparitat entre on s'han trobat organismes en el registre fòssil i quan s'espera trobar-los.
En el cas de l'arqueòpterix, entre els arguments als contraris sobre el fet que els ocells siguin un tipus de dinosaures, hi ha l'evidència fòssil que el dinosaure que s'assembla més als ocells aparegui fossilitzat després del primer ocell conegut, l'arqueòpterix. Aquest no resulta un argument vàlid en contra de la hipòtesi de l'origen dinosàuric de les aus a causa del biaix en els registres fòssils. Per exemple, un animal pot haver evolucionat primer en un bosc on la fossilització és altament improbable i passar milions d'anys abans que un individu mori en una zona adequada on quedi preservat com a fòssil.
En aquest cas i altres el llinatge fantasma es mantindrà fins a trobar els registres fòssils que manquen de la cadena evolutiva, o serà un llinatge fantasma permanent, en cas de no trobar-se mai aquests fòssils que manquen.